# 关山乡
关山乡，是中华人民共和国甘肃省临夏回族自治州永靖县下辖的一个乡镇级行政单位。

## 行政区划
关山乡下辖以下地区：
青山村、红楼村、红光村、南堡村、徐家湾村、朱家岭村和石台子村。